# Ngāti Mamoe
Ngāti Mamoe (Kāti Mamoe), Jedno od maorskih plemena (iiwi), rani stanovnici South Islanda (Južni otok) s Novog Zelanda. .Najveći dio ih je zajedno s plemenom Waitaha tijekom 19.-tog stoljeća ženidbama i osvajanjima asimiliralo veće pleme Ngāi Tahu. 